# کیسوارانی (کوسکو)
کیسوارانی (به اسپانیایی: Kiswarani) یک کوه در پرو است که در Peru, Cusco Region واقع شده‌است. کیسوارانی ۴٬۶۰۰ متر بالاتر از سطح دریا واقع شده‌است.